# Armin-Gerd Kuckhoff
Armin-Gerd Kuckhoff (* 13. März 1912 in München; † 19. Juni 2002 in Glienicke/Nordbahn) war ein deutscher Theaterwissenschaftler und von 1961 bis 1969 Rektor der Theaterhochschule Leipzig.

## Leben
Armin-Gerd Kuckhoff ist der ältere der beiden Söhne des Schriftstellers und Widerstandskämpfers Adam Kuckhoff. Er entstammt dessen erster Ehe mit der Schauspielerin Marie Kuckhoff (geb. Viehmeyer; Künstlername Mie Paulun).
Seine ersten Lebensjahre verbrachte Armin-Gerd Kuckhoff in einem Kloster-Kinderheim, später lebte er während seiner Jugend die meiste Zeit in Internaten. Nach der Scheidung der Eltern heiratete die Mutter den Schauspieler Hans Otto, der als Stiefvater zur Hauptbezugsperson für Armin-Gerd Kuckhoff wurde. Der Stiefvater wurde 1933 als erster Schauspieler des preußischen Staatstheaters von den Nazis ermordet, der Vater als Mitglied der Widerstandsbewegung Rote Kapelle 1943. Dieses antifaschistische Umfeld prägte Armin-Gerd Kuckhoff nur bedingt; zum 1. Mai 1937 trat er der NSDAP bei (Mitgliedsnummer 4.042.766) und wurde Soldat im Zweiten Weltkrieg.
Nach dem Krieg wurde er Mitglied in der KPD und nach der Zwangsvereinigung der SED. Er wurde mit dem Aufbau einer theaterwissenschaftlichen Abteilung beauftragt, die später in Leipzig zu einer eigenständigen Hochschule wurde.
Eine langjährige Freundschaft verband ihn mit dem Literaturwissenschaftler Hans Mayer, mit dem Regisseur Götz Friedrich und dem Intendanten der Komischen Oper Harry Kupfer.
2000 heiratete er Ursula Werner-Böhnke, mit der er bis zu seinem Tod zusammenlebte.

## Auszeichnungen
1965 erhielt er den Lessing-Preis der DDR und 1988 den Vaterländischen Verdienstorden in Gold.